# Симфонический оркестр Канзас-Сити
Симфонический оркестр Канзас-Сити (англ. Kansas City Symphony) — американский симфонический оркестр из города Канзас-Сити, основанный в 1982 году.
Новый оркестр был учреждён сразу после того, как Филармонический оркестр Канзас-Сити, действовавший в городе в предыдущие полвека, был распущен из-за организационных и финансовых неурядиц. По инициативе предпринимателя и мецената Р. К. Кемпера группа влиятельных местных бизнесменов профинансировала немедленный приход нового коллектива на смену прежнему.
С 2006 года в июне оркестр проводит традиционный Симфонический концерт на Флинт-Хиллс (англ. Symphony in the Flint Hills) под открытым небом, среди высокотравных прерий Канзаса.
В 2011 году домашней площадкой оркестра стал новый Кауфмановский центр исполнительских искусств с концертным залом на 1600 мест. Первый сезон на новом месте оркестр ознаменовал приглашением для выступления ряда солистов с мировым именем (Джошуа Белл, Джойс Дидонато, Эммануэль Акс, Йо-Йо Ма и другие) и заказами новых произведений (в частности, «Американской симфонии» Адама Шёнберга).

## Руководители
- Расселл Паттерсон (1982—1986)
- Уильям Макглафлин (1986—1997)
- Энн Мэнсон (1999—2003)
- Майкл Стерн (2004—2024)
- Маттиас Пинчер (с 2024 года)